# Scott Speed
Scott Andrew Speed (ur. 24 stycznia 1983 w Manteca, Kalifornia) – amerykański kierowca wyścigowy, od 2006 roku do końca lipca 2007 był kierowcą zespołu Scuderia Toro Rosso startującego w Formule 1. Speed mieszka aktualnie w Fuschl am See, Austria.

## Życiorys

### Początki kariery
Speed rozpoczął karierę w kartingu, mając 12 lat. W kartingu pozostawał w latach 1995–2000. W 2000 roku zdobył mistrzostwo SKUSA Super Pro prowadząc pojazd Tony Kart Swedetech Honda. Wywalczył także dwa tytuły w IKF Grand Nationals oraz trzy tytuły regionalnej serii IKF. W 2002 wygrał Rock Island GPW w kategorii 125 ccm. W 2001 roku przeniósł się do serii Formuł, startując w Amerykańskiej Formule Russel i zostając jej mistrzem. Rok później jeździł równocześnie w Amerykańskiej Formule Barber Dodge i Amerykańskiej Formule Gwiazd Mazdy. Zajął w nich odpowiednio 3 i 8 pozycję. W 2003 roku Speed dołączył do juniorskiego programu Red Bulla i został kierowcą zespołu ADR w Brytyjskiej Formule 3. Zachorował jednak na wrzodziejące zapalenie jelita grubego i musiał wrócić na leczenie do USA.
W 2004 roku Amerykanin zdobył dwa tytuły mistrzowskie. Pierwszy w Formule Renault 2000, a drugi w Niemieckiej Formule Renault. Jego osiągnięcia przyczyniły się do startu w inauguracyjnym sezonie 2005 Serii GP2. Został drugim kierowcą zespołu iSport, a jego partnerem był Can Artam. Później został pierwszym kierowcą zespołu, a mistrzostwa ukończył na trzeciej pozycji.
Pod koniec 2005 roku wystartował w trzech wyścigach A1 Grand Prix w zespole A1 Team USA. Jego najlepszym wynikiem było czwarte miejsce wywalczone w głównym wyścigu na Autódromo do Estoril.

### Formuła 1

#### 2005–2007: Red Bull i Toro Rosso

##### 2005

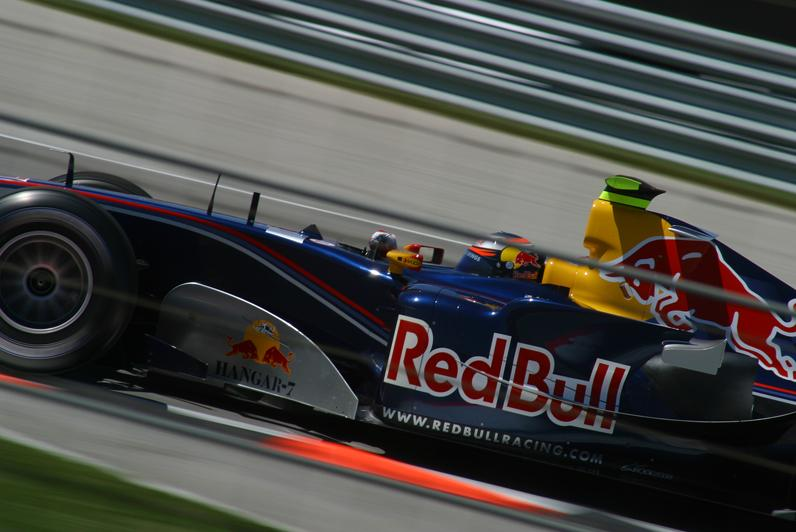
Scott Speed podczas Grand Prix Stanów Zjednoczonych (2005)

W sezonie 2005 Speed podczas Grand Prix Kanady pełnił rolę trzeciego kierowcy stajni Red Bull Racing. Był to pierwszy występ Amerykanina podczas weekendu Grand Prix od czasu zakończenia kariery przez Michaela Andrettiego w 1993 roku.

#### 2006
1 września 2005 Red Bull potwierdził, przedłużenie kontraktu ze Scottem Speedem na rok 2006. Gwarantował on Amerykaninowi starty w piątkowych treningach podczas każdego wyścigowego weekendu.
Sytuacja zmieniła się jednak, gdy Red Bull przejął stajnię Minardi. Kierowcami powstałego w ten sposób zespołu Scuderia Toro Rosso zostali Scott Speed i Vitantonio Liuzzi.
W swoim debiucie podczas Grand Prix Bahrajnu dojechał do mety na 13 pozycji. W wyścigu w Malezji z rywalizacji wyeliminowała go awaria sprzęgła na 41 okrążeniu. Podczas Grand Prix Australii dojechał do mety na ósmym miejscu. Później jednak do jego wyniku doliczono 25 sekund za wyprzedzanie pod żółtymi flagami, co spowodowało spadek w klasyfikacji wyścigu z 8. na 9. miejsce. Dostał także grzywnę w wysokości 5 000 dolarów za obrażanie Davida Coultharda podczas składania wyjaśnień sędziom.
W Grand Prix San Marino był 15. Grand Prix Europy ukończył na 11 miejscu. Z Grand Prix Hiszpanii wyeliminowała go awaria silnika. W Grand Prix Monako zajął 13 pozycję. W wyścigu o Grand Prix Wielkiej Brytanii wycofał się na pierwszym okrążeniu po kolizji z Ralfem Schumacherem.
W Kanadzie był 10. Domowy wyścig Speeda nie był udany. W drugim zakręcie doszło do karambolu. Kimi Räikkönen przyhamował, by nie uderzyć Villeneuva. W tył bolidu Fina wjechał Juan Pablo Montoya. Bolidy wpadły na Jensona Buttona, który potrącił Nicka Heidfelda. Bolid Niemca został podbity i przekoziołkował kilka razy. Speed nie był w stanie wyminąć rozbitych bolidów i zakończył swój udział w wyścigu. Grand Prix Francji ukończył na 10 miejscu. W Niemczech był 12, a deszczowy wyścig o Grand Prix Węgier ukończył na 11 pozycji. W Turcji oraz Włoszech dojechał na 13 pozycji.
Deszczowe zawody w Chinach zakończył na 14 miejscu. W Japonii musiał się wycofać na 5 okrążeń przed metą z powodu awarii wspomagania kierownicy i został sklasyfikowany na 18 pozycji. Kończący sezon wyścig o Grand Prix Brazylii przyniósł Amerykaninowi 11 miejsce. W ciągu sezonu nie zdobył ani jednego punktu i został sklasyfikowany na 20 miejscu.

#### 2007
24 lutego zespół Toro Rosso potwierdził, że Scott Speed pozostanie w zespole na sezon 2007.
Pierwszy wyścig sezonu rozgrywany w Australii zakończył się dla Speeda już na 28 okrążeniu z powodu przebitej opony. W Malezji był 14. Wyścig w Bahrajnie zakończył w pierwszym zakręcie po kolizji z Adrianem Sutilem. W Grand Prix Hiszpanii musiał wycofać się z wyścigu już na dziewiątym okrążeniu z powodu pękniętej opony. W Monako po starcie z 18 pozycji zajął 9 miejsce, które było jego najlepszym wynikiem w jego startach w Formule 1. W Kanadzie odpadł z wyścigu po kolizji z Alexem Wurzem. Grand Prix USA ukończył na 13 pozycji. We Francji odpadł z wyścigu z powodu awarii skrzyni biegów. Grand Prix Wielkiej Brytanii zakończył na 29 okrążeniu po kolizji z Wurzem. Do Grand Prix Europy Speed wywalczył 18 pozycję startową. Wyścig rozpoczął się na suchej nawierzchni, jednak zaraz po starcie zaczął padać deszcz. Amerykanin był jednym z sześciu kierowców, którzy nie poradzili sobie z mokrą nawierzchnią w pierwszym zakręcie i zakończył rywalizację na żwirowym poboczu.

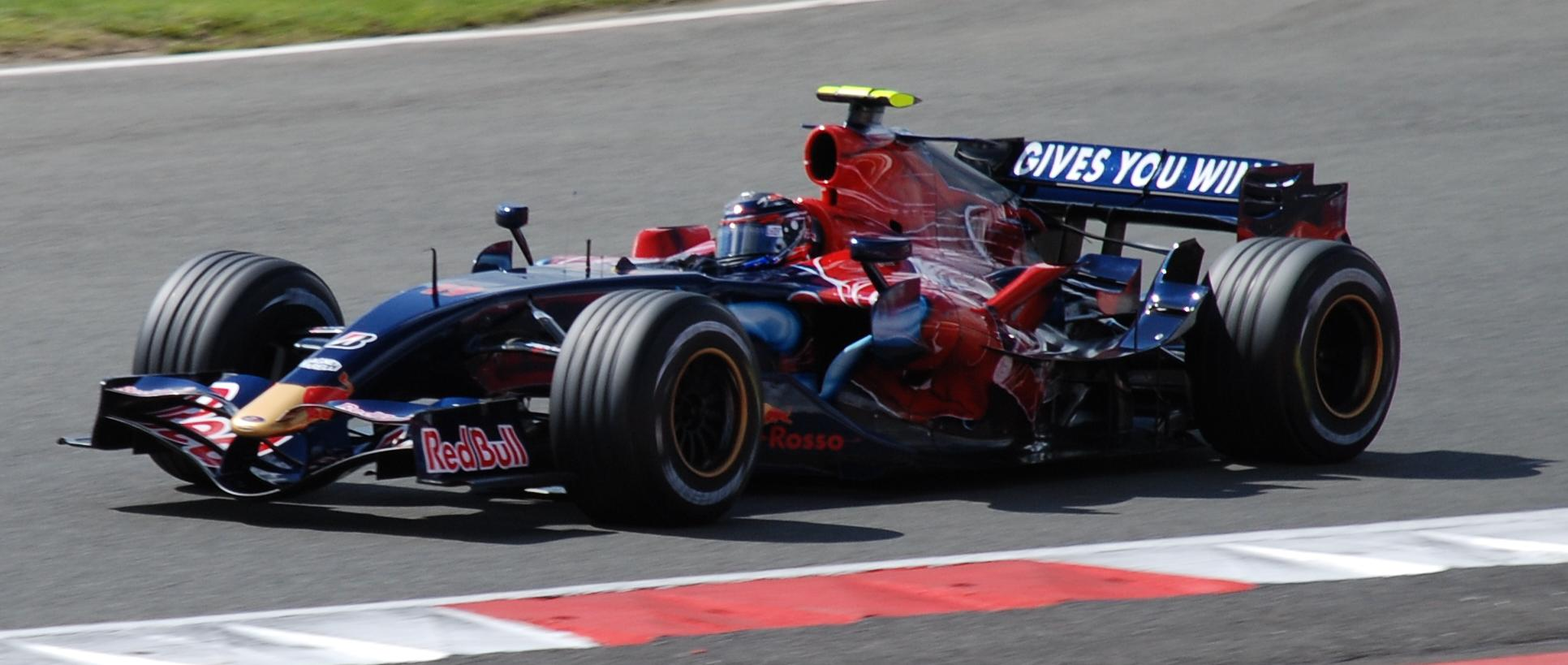
Scott Speed podczas Grand Prix Wielkiej Brytanii (2007)

Po tym wyścigu zespół zdecydował się zwolnić Amerykanina. Jego miejsce zajął kierowca testowy BMW Sauber, Sebastian Vettel. Bezpośrednią przyczyną były negatywne komentarze Speeda pod adresem zespołu, a także przepychanka z szefem Toro Rosso, Franzem Tostem podczas Grand Prix Europy na torze Nürburgring. Zdaniem samego Tosta, o zwolnieniu Speeda zadecydowały przede wszystkim jego słabe wyniki, natomiast incydent w Nürburgring został niepotrzebnie wyolbrzymiony przez Amerykanina.

### ARCA

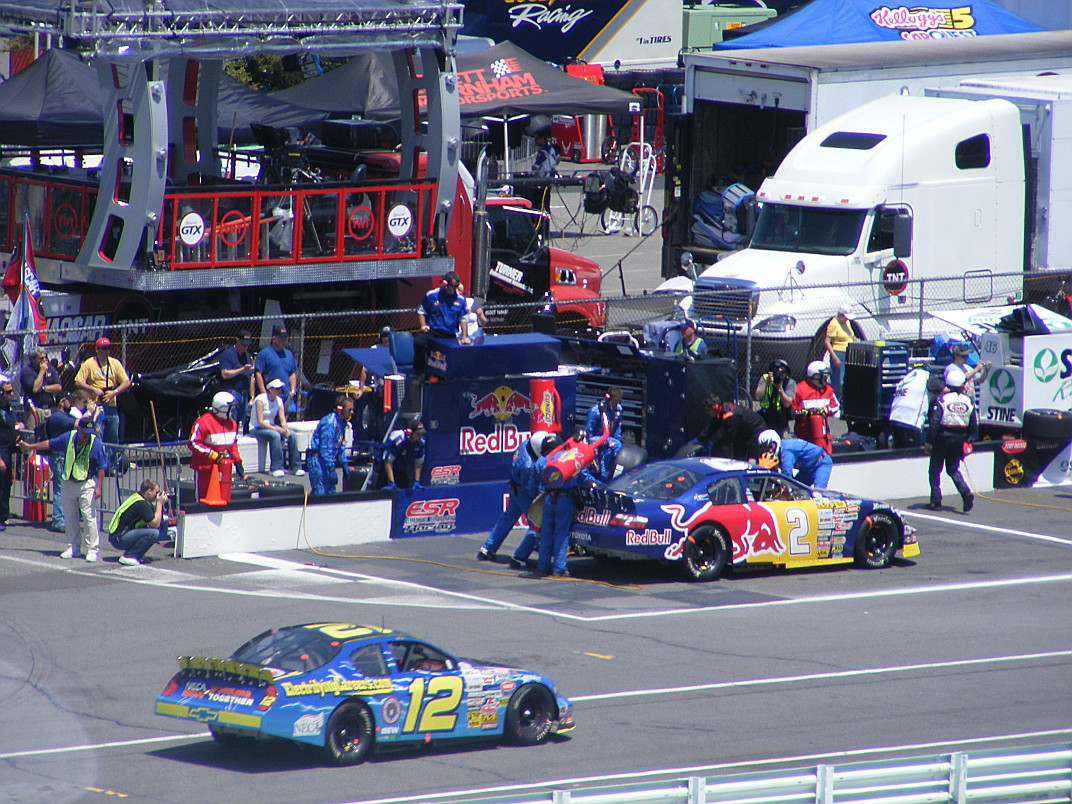
Scott Speed podczas pit-stopu w trakcie wyścigu na Pocono Raceway

Scott Speed powrócił do USA i rozpoczął przygotowania do startów w NASCAR. W 2007 roku zadebiutował w serii ARCA za kierownicą Toyoty zespołu Eddie Sharp Racing w barwach Red Bulla. Wyścig na torze Talladega Superspeedway ukończył na siódmym miejscu.
W roku 2008 wziął już udział w pełnym sezonie. Swoje pierwsze zwycięstwo odniósł podczas czwartej rundy sezonu rozgrywanej na torze Kansas Speedway. Potem wygrał jeszcze trzy wyścigi rozgrywane na obiektach Kentucky Speedway, Berlin Raceway oraz Nashville Superspeedway. Trzykrotnie startował także z pierwszego pola. 10 wyścigów ukończył w pierwszej piątce, a 17 w pierwszej dziesiątce. Przed kończącym sezon rundą na torze Toledo Speedway był on jednym z kandydatów do tytułu. Podczas wyścigu bronił się przed atakami Ricky'ego Stenhouse'a Juniora. Stenhouse uderzył w samochód Speeda, a ten wpadł w poślizg i uderzył w ścianę tracąc szansę na mistrzowski tytuł. Zjechał do boksu i po naprawie samochodu powrócił do rywalizacji z dwoma okrążeniami straty. Gdy Stenhouse go dublował dodał gazu w zakręcie i uderzył rywala. Oba samochody uderzyły w ścianę, a Stenhouse stracił szansę na wywalczenie tytułu. Scott Speed zajął ostatecznie piąte miejsce w klasyfikacji generalnej. Zdobył także tytuł Hoosier Tire Superspeedway Challenge.

### NASCAR

#### 2008
W 2008 roku Speed łączył starty w ARCA z rywalizacją w NASCAR. Wziął on udział w 16 wyścigach serii NASCAR Craftsman Truck Series. Wygrał jeden wyścig na torze Dover International Speedway. Na Bristol Motor Speedway był natomiast najszybszy w kwalifikacjach. W ciągu sezonu czterokrotnie dojeżdżał w pierwszej piątce oraz dziewięciokrotnie w dziesiątce. W klasyfikacji generalnej zajął 21 miejsce. Zadebiutował także w głównej serii NASCAR - Sprint Cup. Jego pierwszym wyścigiem w tej serii były zawody na Martinsville Speedway. Po starcie z 35 pozycji dojechał on do mety na 30 pozycji. Amerykanin wystartował jeszcze w pięciu wyścigach tego sezonu, a jego najlepszym wynikiem było 16 miejsce wywalczone no torze Homestead-Miami Speedway.

#### 2009
Rok później wystartował w pełnym sezonie Sprint Cup. Wyścig Daytona 500 ukończył na 35 pozycji będąc najwyżej sklasyfikowanym debiutantem. Najlepszym wynikiem Speeda było 5 miejsce na torze Talladega Superspeedway. Był to także jego jedyny finisz w pierwszej dziesiątce w tym sezonie. Mistrzostwa ukończył na 35 pozycji. Speed wystartował także w 13 wyścigach NASCAR Nationwide Series. Podczas swojego debiutu na Las Vegas Motor Speedway wygrał kwalifikacje, a także ustanowił rekord toru. Podczas wyścigu zderzył się z Kyle’em Bushem i zakończył rywalizację po 21 okrążeniach. Swój najlepszy wynik - 7 miejsce odniósł na torze w Dover. Jego regularna jazda i 8 finiszów pod koniec pierwszej dziesiątki dały mu 34 pozycję w klasyfikacji generalnej. Amerykanin wystartował również w wyścigu Rolex Grand-Am Sports Car Series na torze Daytona International Speedway. Drugim kierowcą samochodu z numerem 2 był Kyle Bush. Załoga dojechała do mety na 10 miejscu.

#### 2010
Speed rozpoczął sezon od 19 miejsca na Daytonie. Jego najlepszym wynikiem było dwukrotnie 10 miejsce wywalczone na Atlancie oraz podczas lipcowego wyścigu na Daytonie. Sezon zakończył na 30 pozycji w klasyfikacji generalnej.

#### 2011
Po sezonie 2010 Red Bull postanowił się wycofać z NASCAR. Speed znalazł posadę w połowie sezonu. Dołączył do zespołu Max Q Motorsports korzystającego z Forda Fusion. Po trzech wyścigach zmienił ekipę na Whitney Motorsports. Z powodu licznych awarii ukończył on jednak zaledwie 2 z 13 wyścigów, w których wystartował. Sezon zakończył na 68 miejscu. Wystartował także w 5 wyścigów Nationwide, ale również tam nękały go awarie. Ukończył tylko wyścig na Circuit Gilles Villeneuve, gdzie był 6.

### Indycar
Scott Speed znalazł się także na liście startowej wyścigu Indianapolis 500 jako kierowca zespołu Dragon Racing. Amerykanin nie zdołał jednak zakwalifikować się do wyścigu.
W 2012 przeszedł do Leavine Family Racing. Wystartował w 17 wyścigach sezonu. Amerykanin ponownie musiał zmagać się z częstymi awariami i ukończył zaledwie 3 wyścigi. Jego najlepszym wynikiem było 17 miejsce na torze Watkins Glen. W klasyfikacji generalnej zajął 42 miejsce. Starty w Nationwide były jeszcze mniej udane. Nie ukończył żadnego z 11 wyścigów, w których wystartował.

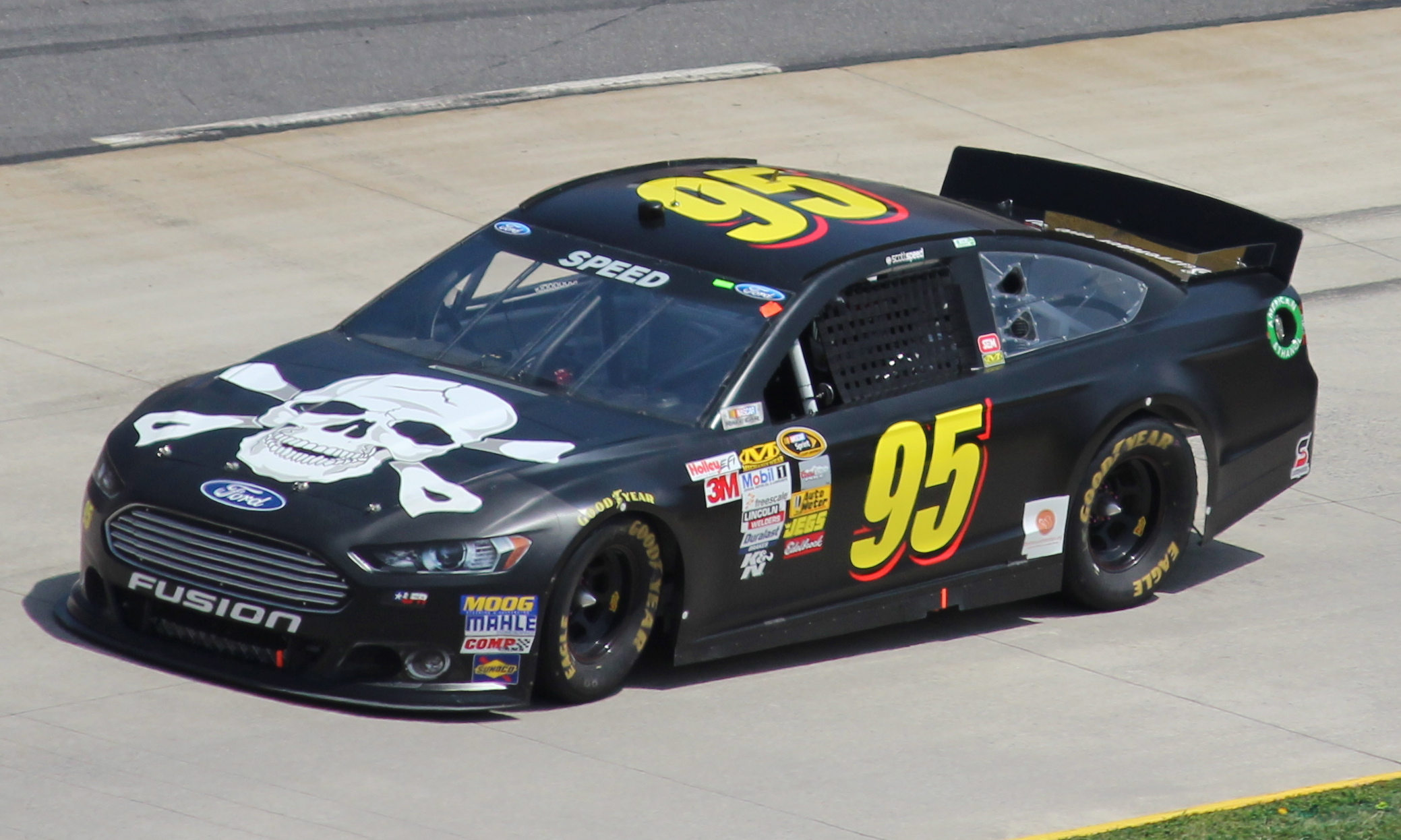
Speed podczas wyścigu w Martinsville

Speed wziął udział w 12 wyścigach kończąc trzy z nich. Najlepszy wynik uzyskał na Talladedze, gdzie był dziewiąty. Sezon zakończył na 41 pozycji w klasyfikacji generalnej.

### Global RallyCross
W 2013 Scott Speed zadebiutował w Global RallyCross. Został on kierowcą zespołu OMSE2, który wystawiał Fordy Fiesty. Podczas pierwszej rundy sezonu w Foz do Iguaçu odniósł zwycięstwo. Podwójną rundę w Monachium zakończył na 9 oraz 15 pozycji. w New Hampshire był 9, a na Bristol nie wszedł do finału kończąc zawody na 13 pozycji. X Games zakończył na 9 miejscu. W Atlancie był 7. Na Charlotte Motor Speedway odniósł swoje drugie zwycięstwo w sezonie. Ostatnią rundę sezonu w Las Vegas ukończył na 9 miejscu. W ciągu sezonu zdobył 94 punkty, co dało mu piąte miejsce w klasyfikacji generalnej.
Podczas Chicago Auto Show Volkswagen zapowiedział wejście do GRC od sezonu 2014. Za przygotowanie samochodów odpowiedzialny jest Andretti Autosport. Kierowcami zostali Tanner Foust i Scott Speed.

## Wyniki

### Formuła 1
| Legenda oznaczeń w tabelach wyników Wyświetl szablon na nowej stronie | Legenda oznaczeń w tabelach wyników Wyświetl szablon na nowej stronie                                                                     |
| Oznaczenie                                                            | Wyjaśnienie |
| --------------------------------------------------------------------- | --- |
| Złoty                                                                 | Zwycięzca lub mistrzostwo |
| Srebrny                                                               | 2. miejsce lub wicemistrzostwo |
| Brązowy                                                               | 3. miejsce lub II wicemistrzostwo |
| Zielony                                                               | Ukończył, punktował (w klasyfikacji generalnej, gdy zdobył co najmniej jeden punkt na przestrzeni sezonu, poza trzema powyższymi opcjami) |
| Niebieski                                                             | Ukończył, nie punktował (w klasyfikacji generalnej, gdy nie zdobył co najmniej jednego punktu na przestrzeni sezonu)                      |
| Czerwony                                                              | Nie zakwalifikował się (NZ) |
| Czerwony                                                              | Nie prekwalifikował się (NPK) |
| Różowy                                                                | Nie ukończył (NU) |
| Różowy                                                                | Niesklasyfikowany (NS) (w klasyfikacji generalnej, gdy nie został sklasyfikowany w żadnym wyścigu sezonu)                                 |
| Czarny                                                                | Zdyskwalifikowany (DK) |
| Czarny                                                                | Wykluczony (WYK/EX) |
| Biały                                                                 | Nie wystartował (NW) |
| Biały                                                                 | Kontuzjowany (K/INJ) |
| Biały                                                                 | Wyścig odwołany (OD/C) |
| Bez koloru                                                            | Został wycofany (WYC/WD) |
| Bez koloru                                                            | Nie przybył (NP/DNA) |
| Bez koloru                                                            | Nie brał udziału w treningach (NT/DNP) |
| Bez koloru                                                            | Nie został zgłoszony (–) |
| Pogrubienie                                                           | Start z pole position |
| Kursywa                                                               | Najszybsze okrążenie wyścigu |
| †                                                                     | Nie ukończył, ale jego rezultat został zaliczony ze względu na przejechanie więcej niż 90% dystansu wyścigu.                              |
| *                                                                     | Sezon w trakcie |
| 1/2/3                                                                 | Punktowana pozycja w sprincie kwalifikacyjnym                                                                                             |
| Lista systemów punktacji Formuły 1                                    | |

| Rok  | Zespół              | Samochód         | Silnik                   | Wyniki w poszczególnych eliminacjach | Wyniki w poszczególnych eliminacjach | Wyniki w poszczególnych eliminacjach | Wyniki w poszczególnych eliminacjach | Wyniki w poszczególnych eliminacjach | Wyniki w poszczególnych eliminacjach | Wyniki w poszczególnych eliminacjach | Wyniki w poszczególnych eliminacjach | Wyniki w poszczególnych eliminacjach | Wyniki w poszczególnych eliminacjach | Wyniki w poszczególnych eliminacjach | Wyniki w poszczególnych eliminacjach | Wyniki w poszczególnych eliminacjach | Wyniki w poszczególnych eliminacjach | Wyniki w poszczególnych eliminacjach | Wyniki w poszczególnych eliminacjach | Wyniki w poszczególnych eliminacjach | Wyniki w poszczególnych eliminacjach | Punkty | Pozycja |
| ---- | ------------------- | ---------------- | ------------------------ | ------------------------------------ | ------------------------------------ | ------------------------------------ | ------------------------------------ | ------------------------------------ | ------------------------------------ | ------------------------------------ | ------------------------------------ | ------------------------------------ | ------------------------------------ | ------------------------------------ | ------------------------------------ | ------------------------------------ | ------------------------------------ | ------------------------------------ | ------------------------------------ | ------------------------------------ | ------------------------------------ | ------ | ------- |
| 2006 | Scuderia Toro Rosso | Toro Rosso STR01 | Cosworth TJ2005 3,0l V10 | BHR                                  | MAL                                  | AUS                                  | SMR                                  | EUR                                  | ESP                                  | MON                                  | GBR                                  | KAN                                  | USA                                  | FRA                                  | DEU                                  | HUN                                  | TUR                                  | ITA                                  | CHN                                  | JPN                                  | BRA                                  | 0      | 20      |
| 2006 | Scuderia Toro Rosso | Toro Rosso STR01 | Cosworth TJ2005 3,0l V10 | 13                                   | NU                                   | 9                                    | 15                                   | 11                                   | NU                                   | 13                                   | NU                                   | 10                                   | NU                                   | 10                                   | 12                                   | 11                                   | 13                                   | 13                                   | 14                                   | 18†                                  | 11                                   | 0      | 20      |
| 2007 | Scuderia Toro Rosso | Toro Rosso STR2  | Ferrari 056 2,4l V8      | AUS                                  | MAL                                  | BHR                                  | ESP                                  | MON                                  | KAN                                  | USA                                  | FRA                                  | GBR                                  | EUR                                  | HUN                                  | TUR                                  | ITA                                  | BEL                                  | JPN                                  | CHN                                  | BRA                                  |                                      | 0      | 21      |
| 2007 | Scuderia Toro Rosso | Toro Rosso STR2  | Ferrari 056 2,4l V8      | NU                                   | 14                                   | NU                                   | NU                                   | 9                                    | NU                                   | 13                                   | NU                                   | NU                                   | NU                                   | –                                    | –                                    | –                                    | –                                    | –                                    | –                                    | –                                    |                                      | 0      | 21      |

### GP2
| Legenda oznaczeń w tabelach wyników Wyświetl szablon na nowej stronie | Legenda oznaczeń w tabelach wyników Wyświetl szablon na nowej stronie                                                                     |
| Oznaczenie                                                            | Wyjaśnienie |
| --------------------------------------------------------------------- | --- |
| Złoty                                                                 | Zwycięzca lub mistrzostwo |
| Srebrny                                                               | 2. miejsce lub wicemistrzostwo |
| Brązowy                                                               | 3. miejsce lub II wicemistrzostwo |
| Zielony                                                               | Ukończył, punktował (w klasyfikacji generalnej, gdy zdobył co najmniej jeden punkt na przestrzeni sezonu, poza trzema powyższymi opcjami) |
| Niebieski                                                             | Ukończył, nie punktował (w klasyfikacji generalnej, gdy nie zdobył co najmniej jednego punktu na przestrzeni sezonu)                      |
| Czerwony                                                              | Nie zakwalifikował się (NZ) |
| Czerwony                                                              | Nie prekwalifikował się (NPK) |
| Różowy                                                                | Nie ukończył (NU) |
| Różowy                                                                | Niesklasyfikowany (NS) (w klasyfikacji generalnej, gdy nie został sklasyfikowany w żadnym wyścigu sezonu)                                 |
| Czarny                                                                | Zdyskwalifikowany (DK) |
| Czarny                                                                | Wykluczony (WYK/EX) |
| Biały                                                                 | Nie wystartował (NW) |
| Biały                                                                 | Kontuzjowany (K/INJ) |
| Biały                                                                 | Wyścig odwołany (OD/C) |
| Bez koloru                                                            | Został wycofany (WYC/WD) |
| Bez koloru                                                            | Nie przybył (NP/DNA) |
| Bez koloru                                                            | Nie brał udziału w treningach (NT/DNP) |
| Bez koloru                                                            | Nie został zgłoszony (–) |
| Pogrubienie                                                           | Start z pole position |
| Kursywa                                                               | Najszybsze okrążenie wyścigu |
| †                                                                     | Nie ukończył, ale jego rezultat został zaliczony ze względu na przejechanie więcej niż 90% dystansu wyścigu.                              |
| *                                                                     | Sezon w trakcie |
| 1/2/3                                                                 | Punktowana pozycja w sprincie kwalifikacyjnym                                                                                             |
| Lista systemów punktacji Formuły 1                                    | |

| Rok  | Zespół               | Wyniki w poszczególnych eliminacjach | Wyniki w poszczególnych eliminacjach | Wyniki w poszczególnych eliminacjach | Wyniki w poszczególnych eliminacjach | Wyniki w poszczególnych eliminacjach | Wyniki w poszczególnych eliminacjach | Wyniki w poszczególnych eliminacjach | Wyniki w poszczególnych eliminacjach | Wyniki w poszczególnych eliminacjach | Wyniki w poszczególnych eliminacjach | Wyniki w poszczególnych eliminacjach | Wyniki w poszczególnych eliminacjach | Wyniki w poszczególnych eliminacjach | Wyniki w poszczególnych eliminacjach | Wyniki w poszczególnych eliminacjach | Wyniki w poszczególnych eliminacjach | Wyniki w poszczególnych eliminacjach | Wyniki w poszczególnych eliminacjach | Wyniki w poszczególnych eliminacjach | Wyniki w poszczególnych eliminacjach | Wyniki w poszczególnych eliminacjach | Wyniki w poszczególnych eliminacjach | Wyniki w poszczególnych eliminacjach | Punkty | Pozycja |
| ---- | -------------------- | ------------------------------------ | ------------------------------------ | ------------------------------------ | ------------------------------------ | ------------------------------------ | ------------------------------------ | ------------------------------------ | ------------------------------------ | ------------------------------------ | ------------------------------------ | ------------------------------------ | ------------------------------------ | ------------------------------------ | ------------------------------------ | ------------------------------------ | ------------------------------------ | ------------------------------------ | ------------------------------------ | ------------------------------------ | ------------------------------------ | ------------------------------------ | ------------------------------------ | ------------------------------------ | ------ | ------- |
| 2005 | iSport International | SMR                                  | SMR                                  | ESP                                  | ESP                                  | MON                                  | NÜR                                  | NÜR                                  | FRA                                  | FRA                                  | GBR                                  | GBR                                  | HOC                                  | HOC                                  | HUN                                  | HUN                                  | TUR                                  | TUR                                  | ITA                                  | ITA                                  | BEL                                  | BEL                                  | BHR                                  | BHR                                  | 67,5   | 3       |
| 2005 | iSport International | 3                                    | NU                                   | 2                                    | 3                                    | 4                                    | 16                                   | 12                                   | 15                                   | 18                                   | 4                                    | 2                                    | 4                                    | 3                                    | NU                                   | 19                                   | 5                                    | 4                                    | NU                                   | 15                                   | 4                                    | 4                                    | NU                                   | 19                                   | 67,5   | 3       |

## Życie prywatne
Speed ożenił się z Amandą Smith, (córką kierowcy wyścigowego, Rickiego Smitha). Scott i Amanda mają dwie córki.
Jego brat, Alex jest trzykrotnym mistrzem serii Stars of Karting oraz trzykrotnym zwycięzcą zawodów SKUSA Supernationals.